# 池步洲
池步洲（1908年2月18日—2003年2月4日），福建省福州閩清縣人。是中華民國的密電破譯專家。

## 生平
池步洲1908年出生于福建一个贫困的农家，排行第八。因家贫，直至12岁时才上学。他以优异成绩毕业于福州英华书院，1927年被保送到日本东京大学学习机电专业，1934年毕业后在早稻田大学工学部学习，娶了一位日籍姑娘白须滨为妻。
1937年七七事变爆发後，中日民间关系顿然紧张，当月25日他與妻子及一子一女返国。1938年初经留日同学“陈固亭”介绍，到由陈立夫创办的中國國民黨中統局机密二股參加破译日军密电码的工作。1938年6月，他奉命调到汉口國民政府軍事委員會日帝陆军密电研究组。後來池步洲夫妻二人主动到重慶中央广播电台国际台担任日语广播的撰稿和播音工作。在军政部部长何应钦的邀請下，池步洲从1939年3月1日起在军政部无线电台总台指导两名报务员破译日军密码。1939年3月底，他破译了日本外务省发到世界各地的几百封密电。1939年底，他因此獲頒陸海空軍甲種一等獎章。

## 爭議
有媒體称於1941年成功破譯日本偷襲珍珠港的密電，其於1943年破譯山本五十六出巡前的密電，促成美國空軍擊落山本五十六的座機。（美國從其太平洋艦隊破譯的日本海軍密電已經得知山本五十六的行程。）。中華民國軍情局表示是國軍第一位女將軍姜毅英破譯的。
1941年12月1日，蔣中正與美國駐華軍事代表團團長馬格魯德准將談話時，表示如果美國繼續對日強硬的態度，可以避免太平洋戰爭；而直到日本偷襲珍珠港之前，蔣仍不相信日本會對美開戰。因此中國不太可能將偷襲珍珠港的情報交給美國。
多方资料显示，抗战期间国军对日军的密码战一败涂地，几近单向透明，如一号作战之类的信息从来不曾事先掌握过，却能够破译日本最高级别的机密，有人感叹“只能说池先生把精力都用在了国际反法西斯事业，对国内的事顾不上了”。时至今日所有美国关于太平洋战争的书籍，都只字未提池步洲其人其事。而史界也早有人提出质疑认为对于中华民国当时的情报能力来说根本不可能。
1934年，日本海軍從德國買下一部“恩尼格馬”商用密碼機，他們改進了這部機器，造出了自己的密碼機“九七式歐文印字機”；接著，日本外務省又改進了“九七式歐文印字機”，把它發展成為日本整個外交系統廣泛使用的戰略級密碼體制，這一體制被美國軍情人員命名為“紫密”。
因德国的“恩尼格码”机和日本的“紫机”均使用欧文键盘传输其母语内容，尤其是紫机传输的实际是夹杂了英文、数字和片假名表音字符的电文，以及代码（外务省使用2位字母的代码量少较易破解，陆军使用4位数字的代码，海军使用5位数字的代码，陆海军均在代码本中掺杂了数千无意义代码以增加破解难度）而无中文字符，需要译码者同时对数学和对方语言有深度了解。
这对奠定恩尼格玛密码机破解基础的波兰“三杰”数学家马里安·雷耶夫斯基、杰尔兹·罗佐基和亨里克·佐加尔斯基不是问题，雷耶夫斯基本人即曾于德国哥廷根大学进修；而在1939年波兰被德国占领前与英、法同行会面商谈转移成果时，英法波三方能共通的语言居然是德语。
美国的“约瑟夫·罗切福特”1928年毕业于史蒂文斯理工學院，随即入伍并于1929至1932年由军方送至日本全职学习语言和文化3年，1941年后其破译组成员亦为战前各批次的军派赴日本3年日语留学生。
“池步洲”1934年于日本东京大学机电专业毕业，自1927年留日至1937年7月归国已在日本学习和工作10年，夫人为日本人，自己精通日语。
姜毅英1936年毕业于“浙江警官学校”，因是浙江江山县同乡受戴笠（真實姓名已無從考證）器重随即加入军统。因戴笠行事诡秘，且中统军统不合，戴亦屡次利用年轻貌美女性从各种途径套取情报，姜的破译组也以江山方言交流避免被外人了解，其工作的具体内容不详。
1940年8月，美國魔術計畫開始破译部份日本外交密電，譯出密電包括日本外務省要求檀香山日本總領事館報告：美軍艦艇在珍珠港的數量、艦名；停泊的位置。中國大陸媒體称池步洲於1941年成功破译部份日本外交密電，判斷日本將偷襲珍珠港。1941年4月（偷袭珍珠港前八個月），德國通知日本：根據其可靠的情報來源，美國政府已經破譯了日本外交密電。美國政府對於偷袭珍珠港預知陰謀論曾進行過十次調查。
罗切福特和他后来于1942年初建立的位于珍珠港“地牢/The Dungeon”的破译组的成员最初权限未及，不在允许接触1941年日本通过紫机发出的外交密電（宣战书）之列；自1941年底被重用后，相继破译了日本海军的进攻中途岛、山本五十六出行计划等有战略价值的密电，一个关键是从1942年1月击沉的伊-124号潜艇中获得了日本海军JN-25a密码本（使用水溶性颜料且书脊灌铅以避免浮出，存于保险箱内，因潜艇中包括第九潜水隊司令“遠藤敬男”中佐、艦長“岸上幸一”及以下舰员80人迅速身亡未能销毁密码本），但到当年6月中途岛海战前也只能破译约三分之一内容，所幸日海军因体制庞大，此战前没有按期更换为JN-25b密码，美军甚至于用计诱使日海军重复拍发了有“AF”即“中途岛”内容的密电码。
日本海军在偷袭珍珠港后更换了密码系统，将密码更换为JN-25后又迅速换为JN-25a，并开始严格规范紫机的使用；原本等级较低的外交密电也如海陆军需按规程使用，包括避免重复格式而成为密电码弱点。中国在缺乏巨型破解机械和缴获的密码相关物品条件下，单凭个人脑力分析已无法应对，实际只在珍珠港事件前后的短时期内破译了一小部分日本外交密电码。而日本一直避免在外交电文中发送军事内容，日军海陆军也大量使用暗语、缩略语避免直白表达；日军最终确定实施珍珠港任务的电文为1941年12月2日上午10點30分，東京國會正式做出宣戰決定，南雲於當日日本時間下午5點30分收到了「登上新高山1208」（指台灣玉山及12月8日），若无此密电命令日海军行动也可能仅化为一场大规模演习，中美并未从破解的外交电文中找到日军将偷袭珍珠港的明确指令，而是以大量电文的关联推断日军会有大规模军事行动；这种推断对美国政府来说每隔一段时间就会收到，结果未有积极反应。
后戴笠以中方曾向美方提供过破解的日军将偷袭珍珠港信息为由，成功取得了“军统”与“美国海军部”情报署联合成立中美特种技术合作所，戴笠掌管的中美合作所亦称破译了山本五十六出行计划密电，实证可查的中美合作所得成就仍在包括刑讯和色诱在内的传统技术手段范围内。

## 個人著作
- 《日本遣唐使简史》（上海市：上海社會科学院出版社，1983年）
- 《日本华侨经济史话》（上海市：上海社会科学院出版社，1993年），ISBN 780515824X
- 《一片丹心破日密》、《回憶錄》（池步洲手稿）

## 延伸閱讀
- 吳越：《蒋介石的绝密王牌 : 池步洲传奇》（青岛市：青岛出版社，1996年），ISBN 7543613522
- 李一匡：〈池步洲對國家的貢獻及其勞改生活〉《傳記文學》（第427號，1997年12月），頁64-68。